# يان لندكفيست
يان لندكفيست (بالسويدية: Jan Lundqvist)‏ هو جيولوجي سويدي، ولد في 4 أغسطس 1926.